# Chalindrey
Cet article possède un paronyme, voir Chalandray.
Chalindrey est une commune française située dans le département de la Haute-Marne, en région Grand Est.

## Géographie

### Localisation
La commune de Chalindrey est située au sud-est de la ville de Langres sur le plateau de Langres.

### Communes limitrophes
Les communes limitrophes sont Les Loges, Le Pailly, Saint-Vallier-sur-Marne, Torcenay, Violot, Culmont et Saints-Geosmes.

### Géologie, relief et hydrographie
La ligne de faille joignant Longeau à Chalindrey correspond à la ligne de partage des eaux entre les bassins de la Seine et du Rhône.

La rivière La Resaigne, qui est une affluent du Salon, prend sa source au nord-est du village et poursuit son cours vers le sud-est, servant de limite aux terroirs du Pailly et de Violot.

### Voies de communication et transports
La gare de Culmont - Chalindrey dessert notamment Culmont et Chalindrey, communes situées côte à côte.

### Hydrographie
La commune est traversée par la ligne de partage des eaux entre les régions hydrographiques « la Seine de sa source au confluent de l'Oise (exclu) » et le bassin versant de la Saône au sein respectivement du bassin Seine-Normandie et du bassin Rhône-Méditerranée-Corse. Elle est drainée par le Salon, la Resaigne, le ruisseau de Vireloup, le ruisseau du Bas de Landeux et le ruisseau du Douay,.
Le Salon, d'une longueur de 72 km, prend sa source dans la commune de Culmont et se jette  dans la Saône à Autet, après avoir traversé 17 communes. 

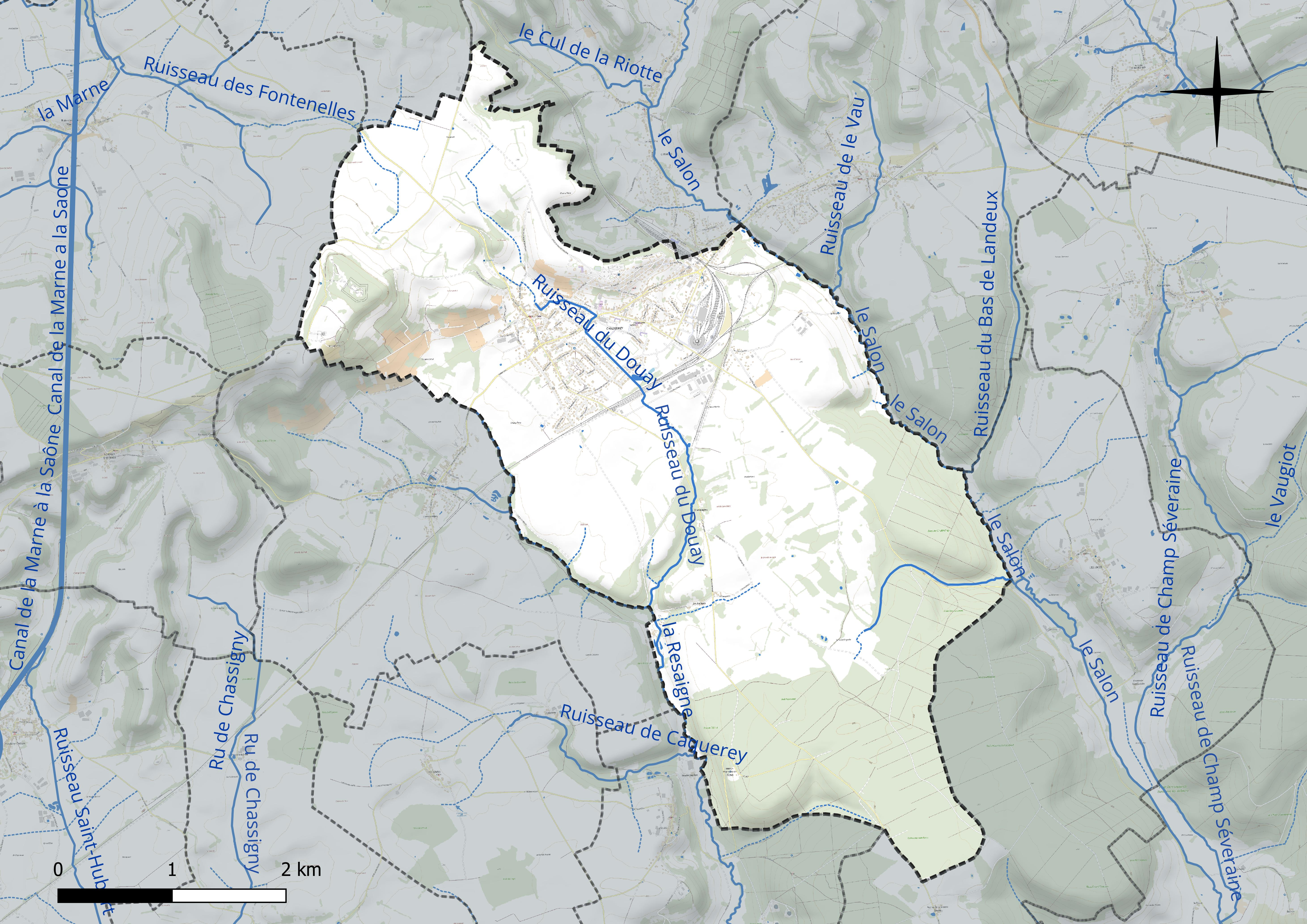
Réseau hydrographique de Chalindrey.

La Resaigne, d'une longueur de 17 km, prend sa source dans la commune de Le Pailly et se jette  dans le Salon à Coublanc, après avoir traversé sept communes. 

### Climat
Pour des articles plus généraux, voir Climat du Grand Est et Climat de la Haute-Marne.
En 2010, le climat de la commune est de type climat des marges montargnardes, selon une étude du Centre national de la recherche scientifique s'appuyant sur une série de données couvrant la période 1971-2000. En 2020, Météo-France publie une typologie des climats de la France métropolitaine dans laquelle la commune est exposée à un climat océanique altéré et est dans la région climatique  Lorraine, plateau de Langres, Morvan, caractérisée par un hiver rude (1,5 °C), des vents modérés et des brouillards fréquents en automne et hiver. 
Pour la période 1971-2000, la température annuelle moyenne est de 10 °C, avec une amplitude thermique annuelle de 17 °C. Le cumul annuel moyen de précipitations est de 910 mm, avec 12,8 jours de précipitations en janvier et 9 jours en juillet. Pour la période 1991-2020, la température moyenne annuelle observée sur la station météorologique de Météo-France la plus proche, « Langres », sur la commune de Langres à 9 km à vol d'oiseau, est de 10,2 °C et le cumul annuel moyen de précipitations est de 896,1 mm. 
La température maximale relevée sur cette station est de 38,8 °C, atteinte le 25 juillet 2019 ; la température minimale est de −21,2 °C, atteinte le 2 février 1956,,. 
Les paramètres climatiques de la commune ont été estimés pour le milieu du siècle (2041-2070) selon différents scénarios d'émission de gaz à effet de serre à partir des nouvelles projections climatiques de référence DRIAS-2020. Ils sont consultables sur un site dédié publié par Météo-France en novembre 2022.

## Urbanisme

### Typologie
Au 1er janvier 2024, Chalindrey est catégorisée bourg rural, selon la nouvelle grille communale de densité à sept niveaux définie par l'Insee en 2022.
Elle appartient à l'unité urbaine de Chalindrey, une agglomération intra-départementale regroupant trois  communes, dont elle est ville-centre,,. Par ailleurs la commune fait partie de l'aire d'attraction de Langres, dont elle est une commune de la couronne,. Cette aire, qui regroupe 77 communes, est catégorisée dans les aires de moins de 50 000 habitants,.

### Occupation des sols

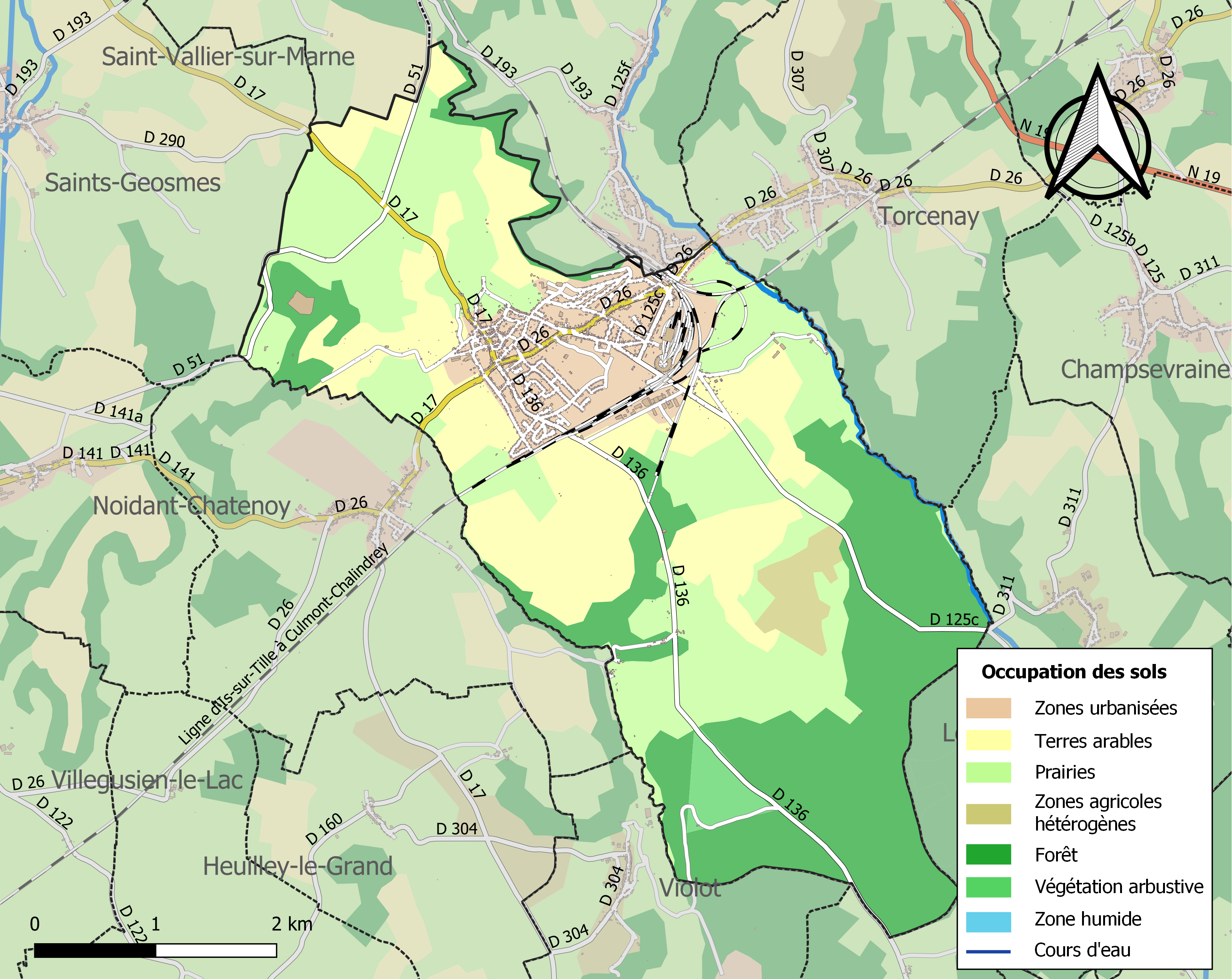
Carte des infrastructures et de l'occupation des sols de la commune en 2018 (CLC).

L'occupation des sols de la commune, telle qu'elle ressort de la base de données européenne d’occupation biophysique des sols Corine Land Cover (CLC), est marquée par l'importance des territoires agricoles (57,5 % en 2018), en diminution par rapport à 1990 (59 %). La répartition détaillée en 2018 est la suivante : prairies (32,9 %), forêts (29,6 %), terres arables (20,4 %), zones urbanisées (8,9 %), zones industrielles ou commerciales et réseaux de communication (2,4 %), cultures permanentes (2,2 %), zones agricoles hétérogènes (2,1 %), milieux à végétation arbustive et/ou herbacée (1,6 %). L'évolution de l’occupation des sols de la commune et de ses infrastructures peut être observée sur les différentes représentations cartographiques du territoire : la carte de Cassini (XVIIIe siècle), la carte d'état-major (1820-1866) et les cartes ou photos aériennes de l'IGN pour la période actuelle (1950 à aujourd'hui).

## Toponymie
Le nom de la localité est attesté sous les formes Ecclesia de Chalendré (1170) ; Chalaindrey (1329) ; Chalandreium (XIVe siècle) ; Challandreyum (1436) ; Chalendreium (1462) ; Challindrey (1498) ; Chalindrey (1508) ; Chalendrey (1584) ; Chalindreium (1689).

## Histoire

### Antiquité et Moyen Âge
L'histoire raconte que le Foulletot, diable vêtu de rouge, se promenait sur les terres de Chalindrey et du pays langrois et qu'il était redouté des paysans. Selon la croyance locale, le Foulletot habitait sur la colline du Cognelot où il présidait au sabbat des sorciers et des sorcières, qui venaient des villages environnants. Mais on mena dans la région une guerre impitoyable contre les prétendus sorciers. Un de ses habitants, Clément Rabiet, fut ainsi déclaré sorcier et pendu en 1598 pour s'être vanté d'avoir rencontré le Diable. Ce procès est resté dans les mémoires et valut à Chalindrey le nom de « Pays des Sorciers », et à ses habitants le surnom de « sorciers ».

### XVIIIesiècle

#### Carte de Cassini

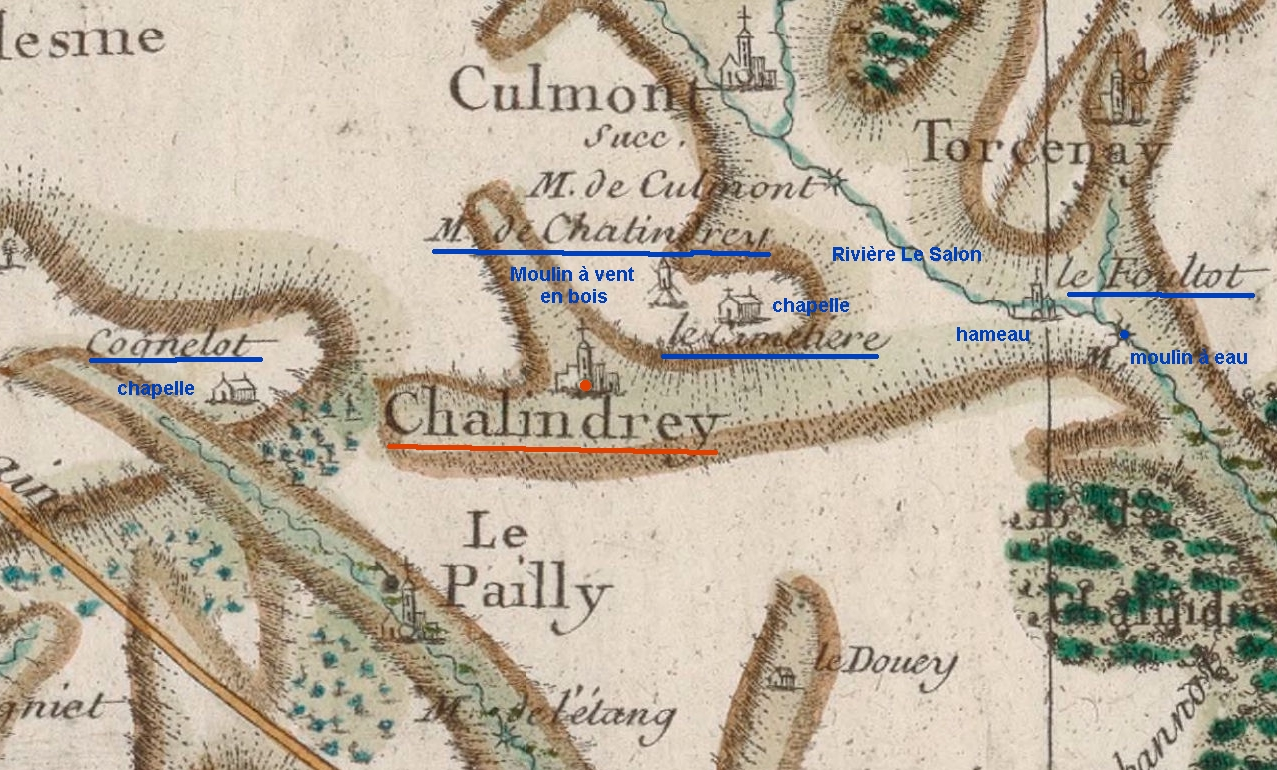
Carte de Cassini du secteur vers 1750
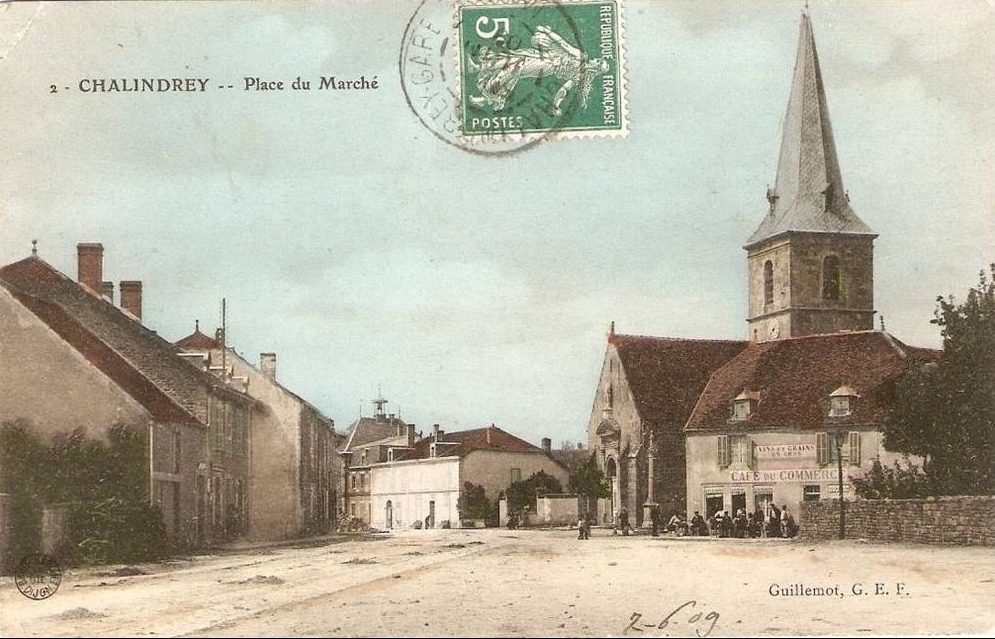
Carte postale du bourg vers 1909

La carte de Cassini ci-dessus montre qu'au XVIIIe siècle, Chalindrey est une paroisse située sur la rive droite de la rivière le Salon.

Un moulin à vent en bois, aujourd'hui disparu, dénommé Moulin de Chalindrey était en activité au nord du village. Un autre moulin, à eau celui-ci, symbolisé par une roue dentée, est représenté sur la rivière près du hameau de Foultot.

Au nord, Le cimetière servait de sépultures aux habitants des paroisses de Chalindrey et de Culmont.

À l'ouest, à l'endroit où s'élevait la chapelle  Cognelot, a été construit vers 1875 le Fort du Cognelot.

À cette époque, le bourg était beaucoup moins peuplé qu'aujourd'hui 900 habitants contre 2 400 actuellement.

### XIXesiècle
La commune présente et semble avoir eu un fort caractère industriel au cours de son histoire en raison de sa situation de nœud ferroviaire.
En 1877 a été construit le fort du Cognelot, ou fort Vercingétorix.

### XXesiècle
Chalindrey a été une ville fortement construite et reconstruite après la Seconde Guerre mondiale dans le quartier de la gare en raison des nombreux bombardements sur cette commune en zone occupée. C'est pourquoi, à part dans le vieux centre-village de Chalindrey, tout semble relativement récent et a plutôt un caractère industriel.

### XXIesiècle
Une explosion dans le centre de maintenance le 7 avril 2016 entraîne l'arrêt de l'activité de désamiantage. Une trentaine de salariés sont licenciés.

## Population et société

### Démographie
L'évolution du nombre d'habitants est connue à travers les recensements de la population effectués dans la commune depuis 1793. Pour les communes de moins de 10 000 habitants, une enquête de recensement portant sur toute la population est réalisée tous les cinq ans, les populations de référence des années intermédiaires étant quant à elles estimées par interpolation ou extrapolation. Pour la commune, le premier recensement exhaustif entrant dans le cadre du nouveau dispositif a été réalisé en 2006.

En 2022, la commune comptait 2 347 habitants, en évolution de −3,65 % par rapport à 2016 (Haute-Marne : −4,62 %, France hors Mayotte : +2,11 %).
| 1793 | 1800 | 1806 | 1821 | 1831 | 1836 | 1841 | 1846 | 1851 |
| ---- | ---- | ---- | ---- | ---- | ---- | ---- | ---- | ---- |
| 881  | 759  | 881  | 906  | 961  | 866  | 857  | 872  | 835  |

| 1856  | 1861 | 1866 | 1872 | 1876  | 1881  | 1886  | 1891  | 1896  |
| ----- | ---- | ---- | ---- | ----- | ----- | ----- | ----- | ----- |
| 1 105 | 961  | 937  | 946  | 1 146 | 1 123 | 1 289 | 1 736 | 1 988 |

| 1901  | 1906  | 1911  | 1921  | 1926  | 1931  | 1936  | 1946  | 1954  |
| ----- | ----- | ----- | ----- | ----- | ----- | ----- | ----- | ----- |
| 1 836 | 2 043 | 2 035 | 2 084 | 2 067 | 2 214 | 2 179 | 2 094 | 2 769 |

| 1962  | 1968  | 1975  | 1982  | 1990  | 1999  | 2006  | 2011  | 2016  |
| ----- | ----- | ----- | ----- | ----- | ----- | ----- | ----- | ----- |
| 3 287 | 3 487 | 3 377 | 3 143 | 2 818 | 2 693 | 2 704 | 2 533 | 2 436 |

| 2021  | 2022  | - | - | - | - | - | - | - |
| ----- | ----- | - | - | - | - | - | - | - |
| 2 377 | 2 347 | - | - | - | - | - | - | - |

## Économie

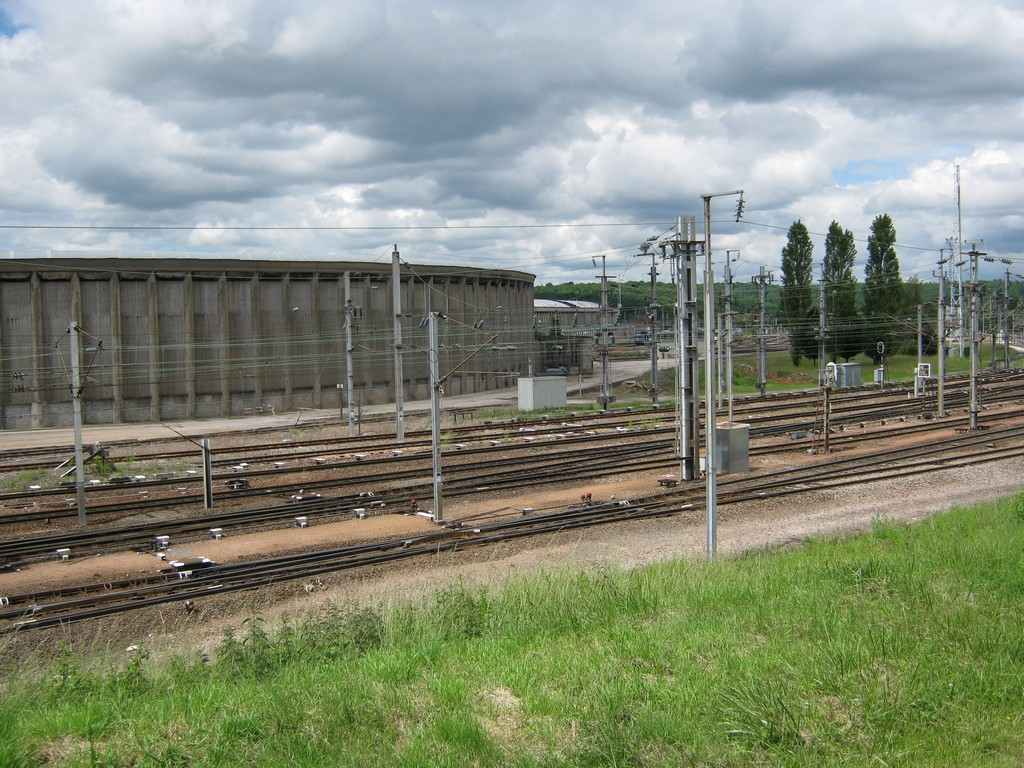
Rotonde Dépôt SNCF Chalindrey.

- Dépôt de locomotives des Chemins de fer français SNCF.
- Exploitations agricoles.

## Culture locale et patrimoine

### Lieux et monuments

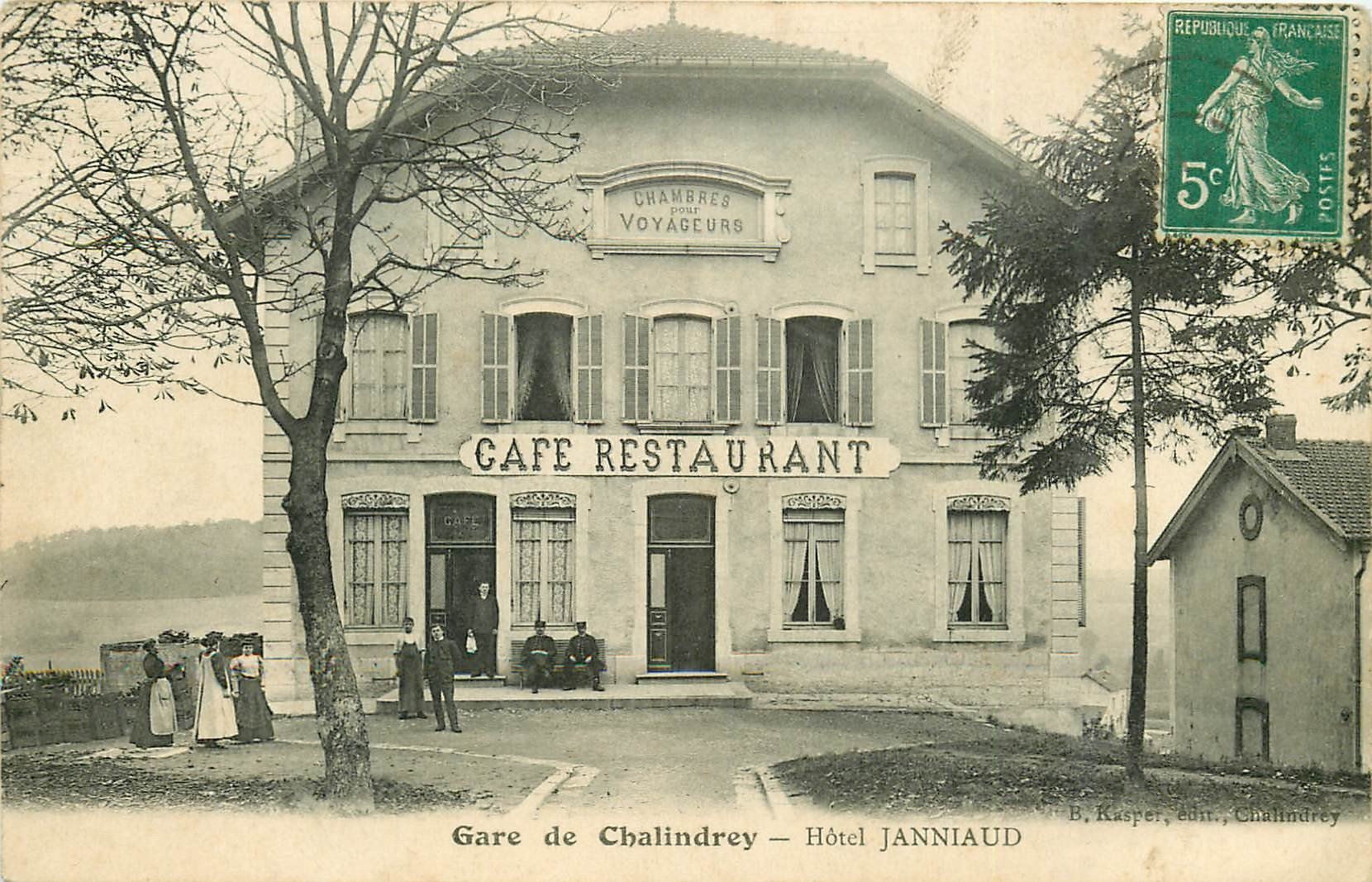
Le café de la gare de Chalindrey vers 1910.

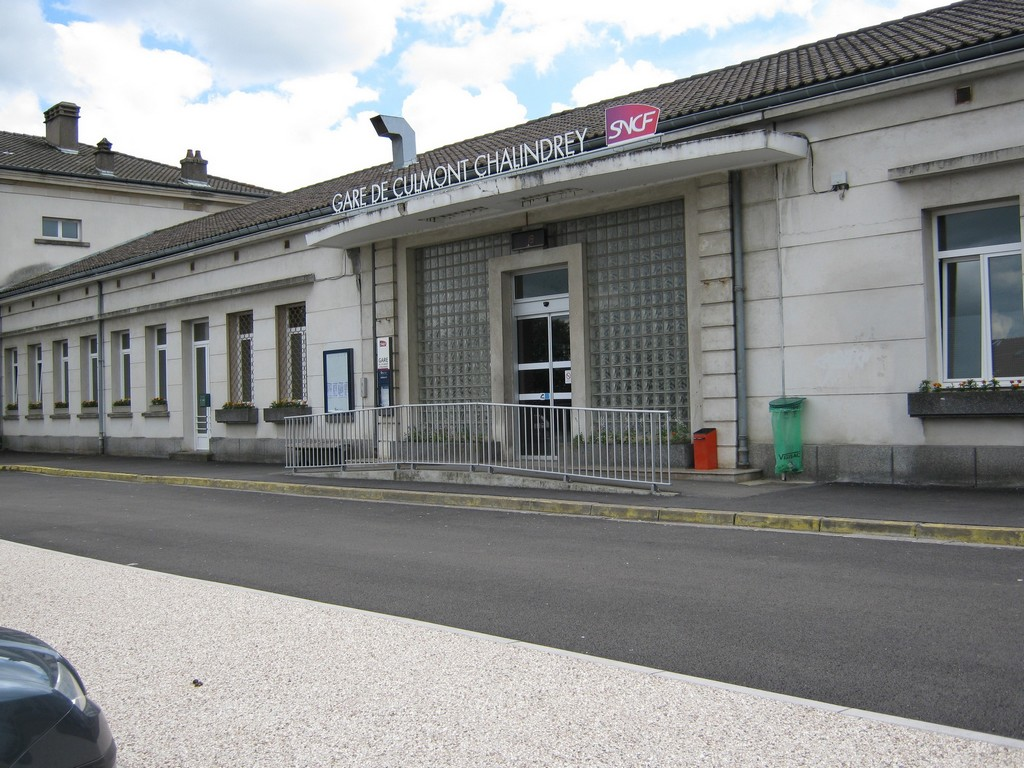
Gare de Culmont - Chalindrey.

- Dépôt SNCF, important nœud ferroviaire situé sur les lignes 4 (Paris - Mulhouse) et 16 (Dijon - Reims).

La rotonde du dépôt SNCF est l'une des réalisations exemplaires de l'architecte et ingénieur Lafaille qui a conçu l'église Notre-Dame de Royan : structure en béton armé. Le 7 avril 2016 vers 10 heures, un incendie se déclare dans la partie de la rotonde utilisée par une entreprise externe à la SNCF (GEOWASTE) pour désamianter les voitures Corail radiées avant leur découpe. Les « salles blanches » subissent d'importants dégâts.
- Le fort du Cognelot, ou fort Vercingétorix, un des forts de la place fortifiée de Langres, dédié à surveiller les envahisseurs après la guerre allemande de 1870-1871. Il est conçu sur le modèle des forts du général Séré de Rivières. Il est situé au nord de la commune et se visite. C'est là que se déroule, le jour de la Toussaint, la fête des Sorcières.

### Héraldique
| Armes de Chalindrey. | Les armes de Chalindrey se blasonnent ainsi : Parti, au premier de gueules au colombier d'or, au second d'azur au pal d'argent côtoyé de deux doubles vergettes potencées et contre-potencées d'or, au chef cousu aussi d'azur chargé de deux coupes de rail d'or. |